# Weinern
Weinern ist eine Ortschaft und eine Katastralgemeinde der Gemeinde Groß-Siegharts im Bezirk Waidhofen an der Thaya in Niederösterreich mit 67 Einwohnern (Stand 1. Jänner 2024).

## Geografie
Das vom Weinernbach durchflossene Dorf liegt an der Landesstraße L55, von der die L8053 in den Ort abzweigt. Im Nordwesten befindet sich das Schloss Weinern. Am 1. April 2020 umfasste die Ortschaft 54 Adressen.

## Geschichte
Im Jahr 1822 wurde der Ort als Dorf mit 42 Häusern genannt, das nach Raabs eingepfarrt war, wohin auch die Kinder eingeschult wurden. Die Herrschaft Weinern besaß die Ortsobrigkeit, übte die Landgerichtsbarkeit aus, besorgte die Konskription und hatte die Grundherrschaft inne.
Laut Adressbuch von Österreich waren im Jahr 1938 in Weinern zwei Gastwirte, zwei Gemischtwarenhändler, ein Schmied, ein Schuster, eine Spiritusfabrik, zwei Tischler, ein Wagner, ein Zimmermeister und mehrere Landwirte ansässig, darunter Rudolf van der Straten-Ponthoz. Im Rahmen der Niederösterreichischen Kommunalstrukturverbesserung trat die damalige Ortsgemeinde Weinern per 1. Jänner 1971 der Gemeinde Groß-Siegharts bei.

## Siedlungsentwicklung
Zum Jahreswechsel 1979/1980 befanden sich in der Katastralgemeinde Weinern insgesamt 62 Bauflächen mit 39.983 m² und 66 Gärten auf 58.649 m², 1989/1990 gab es 62 Bauflächen. 1999/2000 war die Zahl der Bauflächen auf 89 angewachsen und 2009/2010 bestanden 61 Gebäude auf 138 Bauflächen.

## Bodennutzung
Die Katastralgemeinde ist landwirtschaftlich geprägt. 368 Hektar wurden zum Jahreswechsel 1979/1980 landwirtschaftlich genutzt und 126 Hektar waren forstwirtschaftlich geführte Waldflächen. 1999/2000 wurde auf 372 Hektar Landwirtschaft betrieben und 128 Hektar waren als forstwirtschaftlich genutzte Flächen ausgewiesen. Ende 2018 waren 360 Hektar als landwirtschaftliche Flächen genutzt und Forstwirtschaft wurde auf 131 Hektar betrieben. Die durchschnittliche Bodenklimazahl von Weinern beträgt 33,7 (Stand 2010).

## Sehenswertes
- Schloss Weinern, Denkmalschutz (Listeneintrag).

## Persönlichkeiten
- Rudolf van der Straten-Ponthoz (1877–1961), lebte in Weinern